# Oxytrigona mediorufa
Oxytrigona mediorufa là một loài Hymenoptera trong họ Apidae. Loài này được Cockerell mô tả khoa học năm 1913.